# Sticherus intermedius
Sticherus intermedius är en ormbunkeart som först beskrevs av Bak., och fick sitt nu gällande namn av Chrysler. Sticherus intermedius ingår i släktet Sticherus och familjen Gleicheniaceae. Inga underarter finns listade.